# Mörk kärrblomfluga
Mörk kärrblomfluga (Helophilus affinis) är en tvåvingeart som beskrevs av Wahlbgerg 1844. Mörk kärrblomfluga ingår i släktet kärrblomflugor, och familjen blomflugor.
Artens utbredningsområde är Sverige. Arten är reproducerande i Sverige. Inga underarter finns listade i Catalogue of Life.

## Bildgalleri

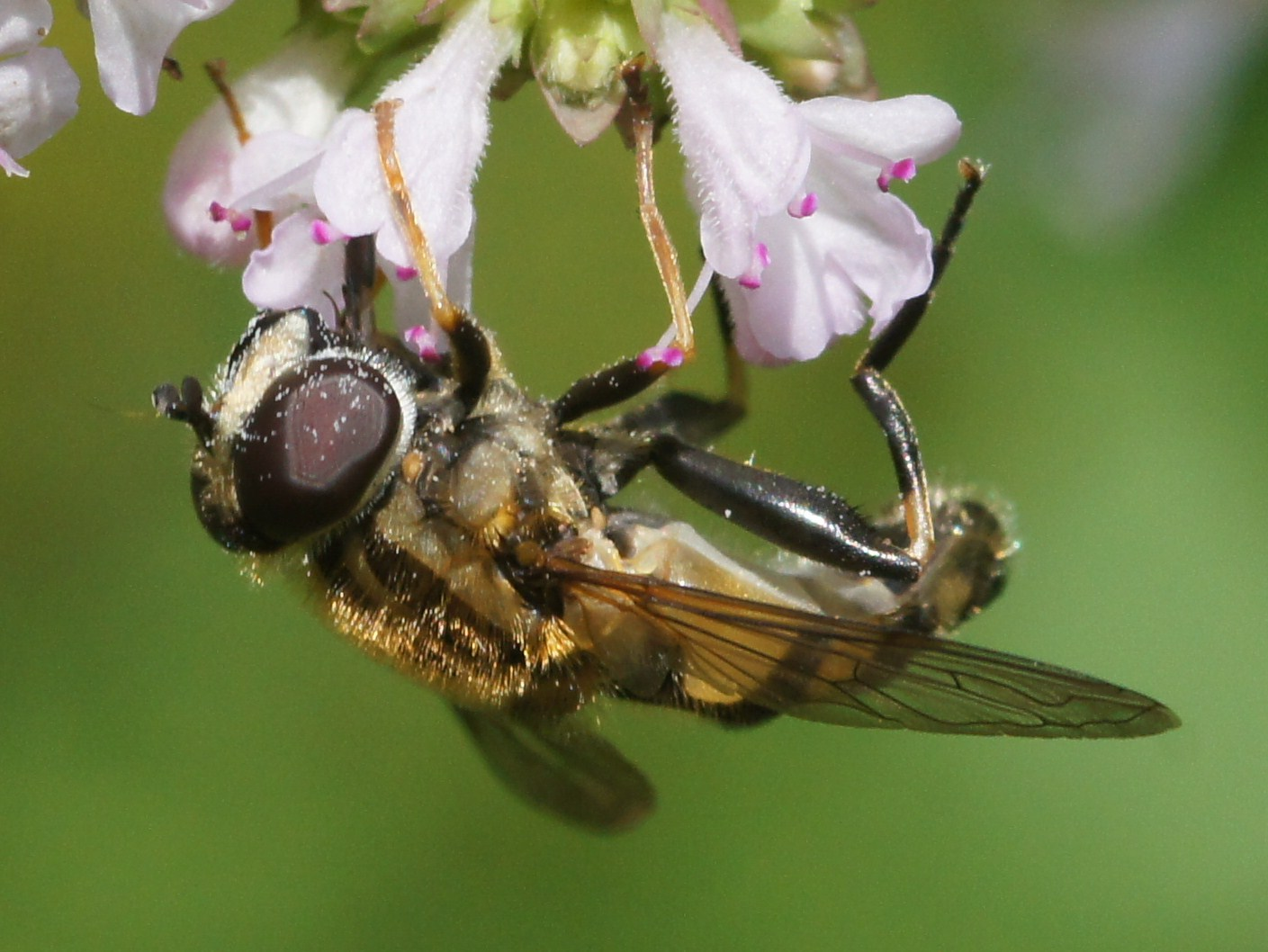